# Anna Rutkowska-Schock
Anna Rutkowska-Schock (ur. 15 września 1976 we Wrocławiu) – polska pianistka, doktor habilitowana sztuk muzycznych, profesor Akademii Muzycznej im. K. Lipińskiego we Wrocławiu.

## Życiorys
W okresie szkolnym uczennica prof. Heleny Furmanowicz-Kurzyńskiej. W 1996 była laureatką Estrady Młodych na Festiwalu Pianistyki Polskiej w Słupsku. W 1997 otrzymała stypendium na Boise State University w Idaho (uczennica Madeleine Forte), uzyskując dyplom Bachelor of Art In Piano Performance z wyróżnieniem Magna Cum Laude. W 2001 ukończyła z wyróżnieniem studia na Akademii Muzycznej we Wrocławiu, w klasie fortepianu prof. Grzegorza Kurzyńskiego. W 2003 na Międzynarodowym Konkursie Muzycznym IBLA Grand Prize na Sycylii otrzymała nagrodę dla najlepszej pianistki kameralistki. W 2006 otrzymała stopień doktora sztuk muzycznych w dyscyplinie instrumentalistyka. W 2013 habilitowała się w dziedzinie sztuk muzycznych. W 2025 otrzymała tytuł profesora.
Pracuje na stanowisku profesora Akademii Muzycznej im. K. Lipińskiego we Wrocławiu. Uczy także w Państwowej Szkole Muzycznej II stopnia im. R. Bukowskiego we Wrocławiu.
Prowadzi działalność koncertową jako solistka i kameralistka – dotychczas występowała w Europie, Azji, Ameryce Północnej i Południowej oraz Australii, m.in. wielokrotnie w Carnegie Hall i Sydney Opera House. Była pomysłodawczynią i dyrektorką artystyczną Festiwalu Muzyki Amerykańskiej, który odbył się we Wrocławiu w 2007 r. (40 muzyków z Polski, USA, Rosji i Argentyny).
W swoim dorobku posiada 6 płyt CD, w tym cztery z francuskim repertuarem solowym i kameralnym.
W 2022 „za zasługi dla kultury polskiej” została odznaczona Brązowym Krzyżem Zasługi.